# 金田一春彦ことばの学校
金田一春彦ことばの学校（きんだいちはるひこことばのがっこう）は、2000年から2019年まで山梨県北杜市で開催されていた、ことばに関するイベントである。

## 開催の経緯
山梨県北杜市大泉町（旧大泉村）に山荘を持つ言語学者・金田一春彦から方言に関するものなど20,000冊余の本が大泉村に寄贈されたことをきっかけに、1998年に大泉村八ヶ岳大泉図書館（のち、大泉金田一春彦記念図書館と改称）が開館、館内には寄付された方言やアクセントに関する蔵書により「金田一春彦ことばの資料館」が設けられる。
これを機に、ことばに関するセミナーやワークショップ、コンテストなどを八ヶ岳で開催しようと、地域住民が集まり、金田一春彦を校長に迎えことばの学校実行委員会の活動が2000年に始まり、同年から八ヶ岳高原ことばの学校として開催され、2004年の第5回からは金田一春彦ことばの学校と名称を改めた。

## 校長
ことばの学校は金田一春彦が校長の任にあたったが、金田一春彦が2004年5月19日に死亡したことにより、2007年の第7回から金田一春彦の長男である金田一真澄が校長を勤めた。

## 各回の内容
- 第1回　2000年　11月23・24日　芸術と語ることばのふれあい2000年シアター[3]
  - 語り：八右衛門湧水　梅津幸三　
  - トークショー：ことばの文化　角野栄子・木村裕一・工藤直子
  - 文化の村がふるさとを語る　甲州弁民話　河野　司・篠笛演奏　大久保みゆき・紙芝居八ヶ岳と富士山　YOMUTOMO
  - 風祭りの夜-風の三郎社-　坂本和子・保坂庸夫
  - 対談：こどもとことば　角野栄子・木村裕一
  - ことばのいのち～お寺でポエム～　工藤直子
  - 民話を訪ねてウォーキング　天女山コース・八右衛門コース・風の三郎社コース
  - 芝居：雪娘　劇団やまなみ
  - 日本語オペラ民話：あまんじゃくとうりこひめ　台本　若林一郎・作曲　林光・出演　藤本紳也・峡北在住オペラ愛好会

- 第2回　2001年　11月23・24日　芸術と語ることばのふれあい「わたしと日本語」[4]
  - 記念講演：わたしと日本語　下重暁子
  - ミュージカル：ピアニャン　原作　小川英子・脚本　中村芳子・出演　劇団やまなみ
  - 方言川柳　題：いずみ　選者：金田一春彦・芳賀　綏・中沢久仁夫・玉島よ志子・小林是綱
  - 朗読：ことばの中の真実　清水章子・河野　司　十三夜（樋口一葉）・御伽草子よりカチカチ山（太宰　治）　甲州弁バージョン・風の又三郎とサイクルホール
  - 坂本和子語りの世界　坂本和子・依田幸三
  - セリフの中のことば　岩崎加根子
  - ことばのルーツを探る「音の不思議」　飯野布志夫
  - 方言で訪ねるウォーキング：三社まいりを訪ねる

- 第3回　2002年　11月23・24日　日本語を愛する心[5]
  - 記念講演：日本語をアイする心　芳賀綏
  - 方言川柳　題：土　選者：金田一春彦・芳賀　綏・中沢久仁夫・玉島よ志子・小林是綱
  - 演劇：美しい朝の国－挑戦の山を緑に・浅川巧　劇団コメディ・オブ・イエスタディ
  - 宮沢賢治の世界　朗読：風の又三郎　岩崎加根子・人形劇：風の又三郎　萌木の村 人形劇団・賢治における少年の訣れ　武田秀夫
  - 最近気になる日本語について考えるワークショップ：私達にとっての「日本語を愛する心」　芳賀　綏・小林是綱・学正博次
  - 蝶と詩のアンソロジー～詩人尾崎喜八のことなど～　朗読：なみの会・解説：高田宏
  - 語り継ぐ民話の世界　甲州弁昔ばなし：がんまくさん　茅野頼母・水原康道
  - がんまるウォーク

- 第4回　2003年　11月24日[6]
  - 記念講演：感受性の散歩…ことば拾い　落合恵子
  - 宮沢賢治の世界　対談：黒井健・船木上次・講演：天から堕ちた子供　武田秀夫
  - 活動写真上映：番場の忠太郎瞼の母　弁士：澤登翠
  - 方言むかしばなし：八ヶ岳からの贈り物　横山幸子
  - 声の出し方：津野武嗣
  - 方言フリートーク：大柴堅志

- 第5回　2004年　10月23日・11月20･23･27日・12月11日　金田一春彦の愛した世界[7]
  - 記念講演：父が愛した八ヶ岳　金田一秀穂
  - 語りと演奏　壇ノ浦　上原まり・対談　上原まり・金田一秀穂
  - 講座：平家物語に親しむ　田村悦子
  - 琵琶、聴かれざる音楽ながら、さりながら〜琵琶と歌と金田一春彦〜　木津川計
  - 甲州ことば散歩　小林是綱
  - お国ことばの共演　～秋田・甲州・讃岐～　腰高一夫・岩川加代子
  - 心の中に生きる巧　～そのことばと実践に思う～　椙村　彩・高崎宗司
  - 日々の言葉・祈りの心　～浅川巧の日記・書簡より
  - ことばのワークショップ　〜あなたにとって八ヶ岳とは〜　河野　司
  - 特別授業：からだで表現する　みえないことばはこころのうたヨネヤマママコ

- 第6回　2005年　10月1･22日・11月13･29日　金田一春彦　その歌とことばの世界[8]
  - 秋の日コンサート　新・波の会
  - 記念講演：発音の面から見た日本語　城生伯太郎
  - 方言川柳　題：出会い
  - トークショー：父の思い出を語る　田中美奈子・金田一真澄・金田一秀穂
  - 語り継ぐ甲州の暮らしとことば　講演：八ヶ岳南麓－江戸時代の日々の暮らしと文化　宮澤富美惠・人形劇：屁っこき嫁（甲州弁）　人形劇団　こんぺいとう・語り：雷さんのお話　茅野頼母
  - “美しいことば”は存在するか　武田秀夫
  - 響きあう音とことば〜金田一春彦作曲の歌〜　オオムラサキ少年少女合唱団
  - 朗読：語り継ぐことば　日本昔話　つるの恩返し・金田一春彦著作集より　その一言　平家琵琶・平家物語より　祇園精舎　敦盛最期
  - 講演：日本語の豊かさ　中西進
  - 朗読：女の一生　川辺久造　松下砂稚子

- 第7回　2006年　11月11･12日　ことばっておもしろい[9]
  - 記念講演：ことばっておもしろい　金田一真澄
  - 方言川柳　題：山
  - 記念講演：あったかいことばで話したい　遠藤泰子
  - 朗読：金田一春彦著作から　八ヶ岳朗読サークルほがらか
  - 甲州民話：がんまくさん　茅野頼母・小林是綱
  - 落語教室：三遊亭楽麻呂
  - 落語：禁酒番屋　三遊亭楽麻呂

- 第8回　2007年　8月25日　語る　チカラ[10]
  - 方言川柳　題：学ぶ
  - 朗読：金田一春彦著作から　八ヶ岳朗読サークルほがらか　
  - 平家琵琶演奏：平家物語・川中島の戦い　須田誠舟
  - 記念講演：語るチカラ　金田一秀穂

- 第9回　2008年　8月2日　ことばって不思議だな[11]
  - 方言川柳　題：風
  - こども落語：寿限無ほか　笛吹市こども落語会　座布団亭
  - 朗読：金田一春彦著作から　高根町朗読ボランティアななつぼし・八ヶ岳朗読サークルほがらか　
  - 記念講演：ことばは不思議　金田一秀穂

- 第10回　2009年　9月5日　たまにはゆっくり話してみませんか[12]
  - 金田一春彦作曲集から：白いボート・もろこし畑　山梨英和大学アカペラサークル1LDK
  - 方言川柳　題：道
  - 竹下景子さんを囲んで：朗読　赤縄の縁・鼎談　竹下景子・金田一真澄・田中美奈子
  - 東路流日舞：踊り　東路寿美・東路　要　作曲　金田一春彦
  - 講演：仲良く暮らすためのことば　金田一秀穂

- 第11回　2010年　9月4日　ことばの音色を楽しみませんか[13]
  - 方言川柳　題：手紙
  - 講演：がんばれ！みんなの甲州弁　五緒川津平太
  - 金田一春彦の知られざる訳詞の世界：森田基子・西尾富美代・新藤　恵・田中美奈子
  - 講演：小学生は作文が書ける　金田一秀穂

- 第12回　2011年　9月3日　ことばはドラマ[14]
  - 方言川柳　題：手
  - 山梨に捧げたラブソング：甲州峠歌・大泉賛歌　作曲　金田一春彦　いずみコーラス
  - ロミオとジュリエット：翻訳者によるセリフの違いを考える　金田一央記
  - 講演：ことばはウソから始まる　金田一秀穂

- 第13回　2012年　9月1日　お国ことばで　ほっこりするけぇ[15]
  - 方言川柳　題：声
  - 方言教室　三井はるみ・方言川柳入賞者
  - 野口雨情を愛した理由　田中美奈子・柳生博・大澤歩土・藤森義昭
  - 講演：〓〓　金田一秀穂

- 第14回　2013年　9月7日　ことばの杜を歩こう[16]
  - 方言川柳　題：食べる
  - 心に響く子守唄：藤森義昭・西尾富美代・向　雅子・新藤　恵・谷戸直子・田中美奈子
  - 三浦しおんさんを囲んで　三浦しおん・倉島節尚・金田一真澄
  - 講演：〓〓　金田一秀穂

- 第15回　2014年　8月31日　ことばを遊ぶ『わらべ歌』[17]
  - 方言川柳　題：みる
  - 方言川柳で投句トーク　小林是綱・大森　隆・金田一真澄
  - ことばを遊ぶ「わらべ歌」　コール・フルール・大野正一・田中美奈子
  - 講演：〓〓　金田一秀穂

- 第16回　2015年　9月6日　ことばはソリに乗って[18]
  - 方言川柳　題：わらう
  - 方言川柳で投句トーク　小林是綱
  - 金田一校長とロシア民謡を歌おう　工藤裕子・藤森義昭・男声合唱団　歌い隊やつら・金田一真澄
  - 鼎談　聞き上手にきく聞き方の極意：徳光和夫・田中美奈子・金田一秀穂

- 第17回　2016年　9月3日　日本語ってふしぎだな[19]
  - 方言川柳　題：かえる
  - 方言川柳で投句トーク　小林是綱
  - ことばを音にのせる〜金田一春彦訳詞の世界〜：吉江忠男・西尾富美代・森田基子・山口清三・跡部秀子・田中美奈子
  - ムズカシイよ　日本語：ハン　ティンティン・クック　チャーリー・デルガド　パルディス・チュ　ソニ・オチャ　プロモード・スウェンセン　ケオス　スウェン（以上　北杜市在住外国人）・金田一秀穂

- 第18回　2017年　9月2日　もう一度　会いたい[20]
  - 方言川柳　題：うた
  - 方言川柳で投句トーク　小林是綱
  - 秘蔵映像で語る春彦の音楽人生　コール　フルール・西尾富美代・森田基子・田中美奈子
  - 鼎談：金田一家の謎　金田一真澄・田中美奈子・金田一秀穂

- 第19回　2018年　8月26日　大正ロマンを知っていますか？[21]
  - 方言川柳　題：とぶ　小林是綱・玉島よ志子・浅川和多留
  - 方言川柳で投句トーク　小林是綱
  - 金田一春彦と大正ロマン　西尾富美代・森田基子・田中美奈子
  - 講演：〓〓　金田一秀穂

- 第20回　2019年　8月31日　忘れがたきふるさと[22]
  - 方言川柳　題：つづく
  - 楽しい方言教室：甲州弁あれこれ　小林是綱・五緒川津平太
  - あなたの愛唱歌はなんですか？　吉江忠男・いずみコーラス・コール　フルール・渡辺　直
  - 対談：私の好きな日本語　ロバート・キャンベル・金田一秀穂